# Novokuznyeck

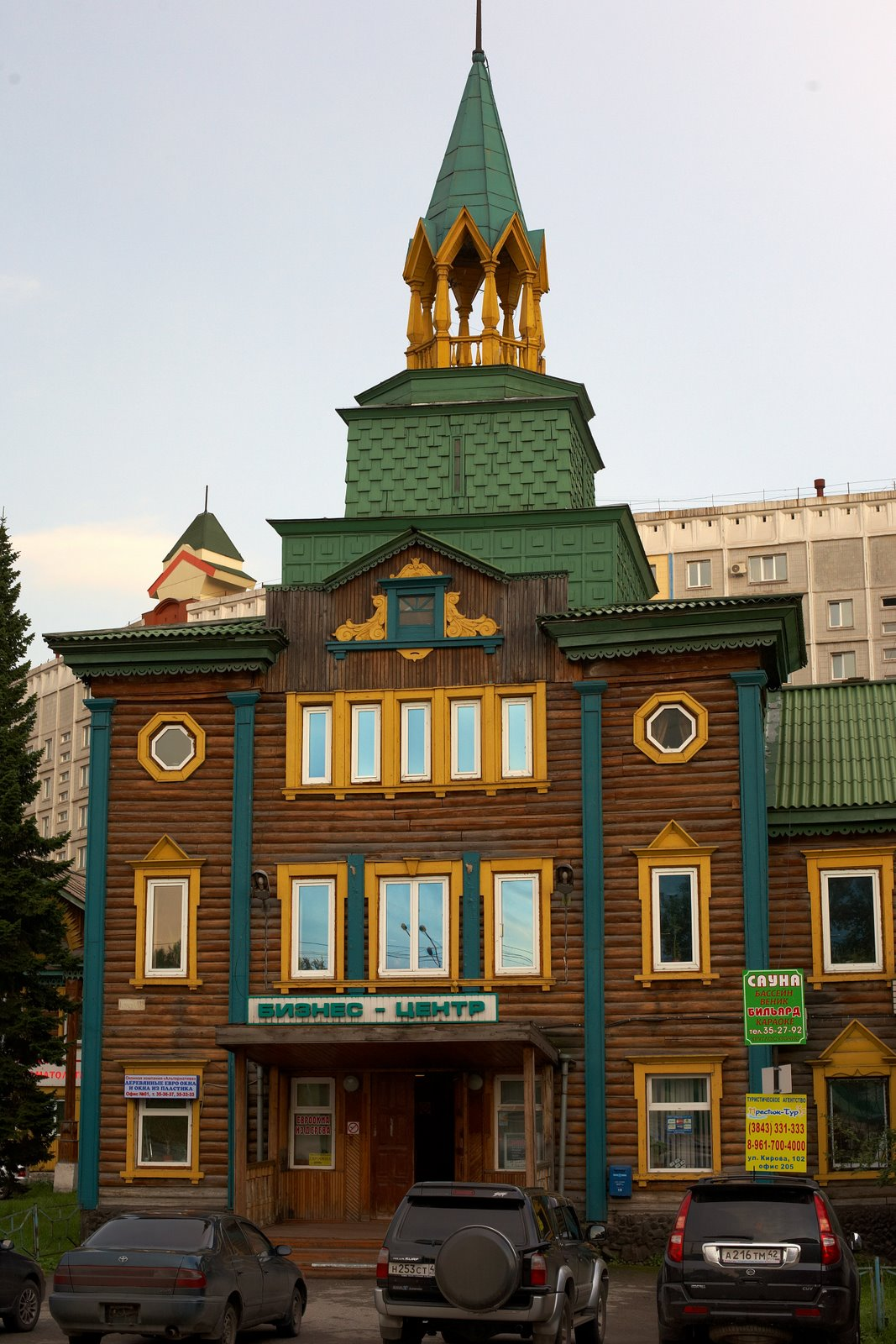

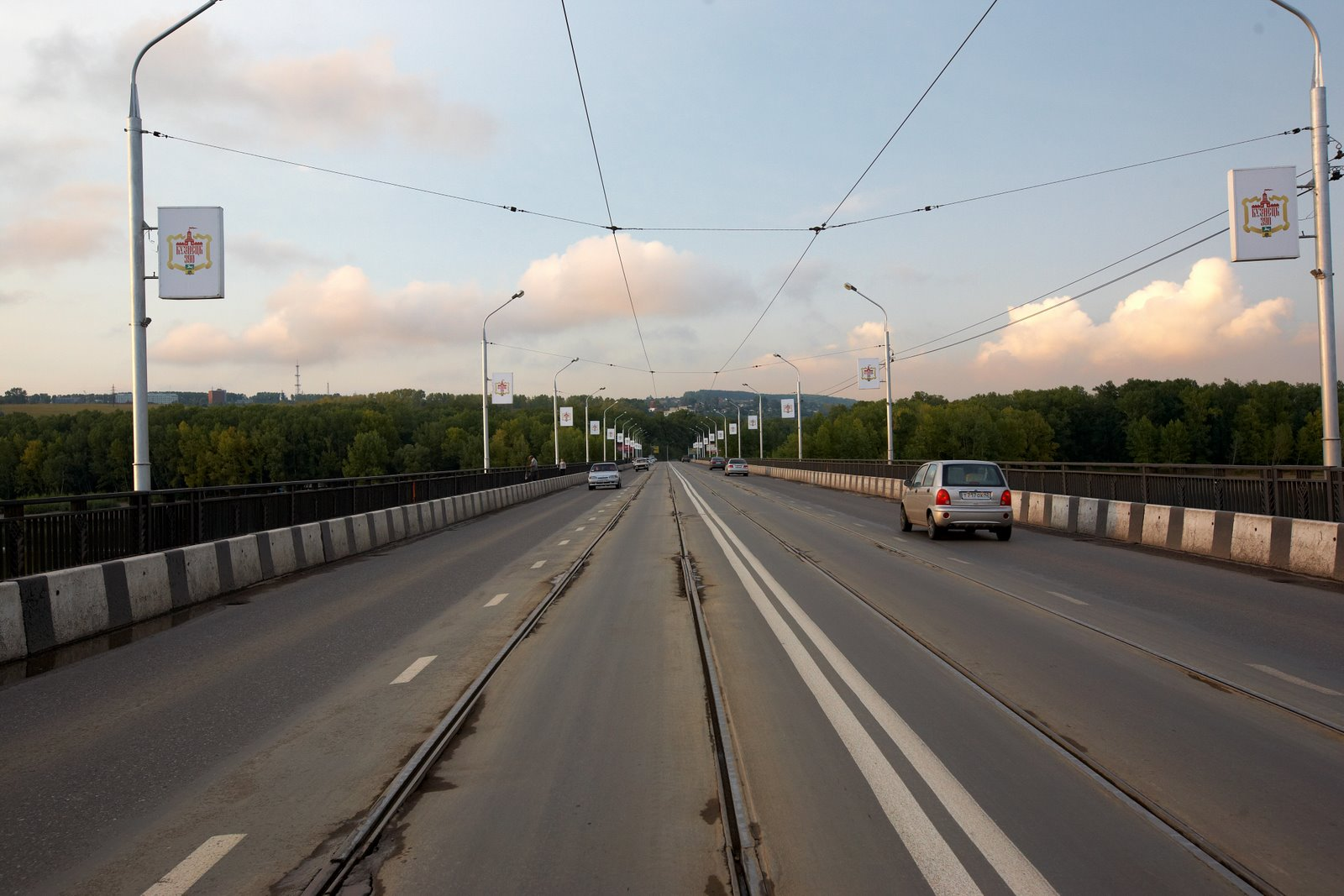

Novokuznyeck (oroszul Новокузнецк) város Oroszországban, a Kemerovói területen. Az ország 28. legnagyobb városa.

## Történelem
1618-ban alapították. 1689-ben városi rangot kapott. 1837-ben Fjodor Dosztojevszkij itt vette el első feleségét, Marija Dmitrijevna Iszajevát. A Szovjetunió létezése alatt ipari nagyváros volt.

## Földrajz
Az ország déli részén, a mongol és kazahsztáni határhoz közel, a Kemerovói területen, délnyugat Szibériában fekszik.

## Lakosság
2002-ben a lakossága 549 870 fő, 2010-ben 447 904 fő volt.

## Közlekedés
A város vasúti és főúti csomópont. Saját repülőtérrel rendelkezik (Spichenkovo Airport).